# NGC 6710
NGC 6710 is een spiraalvormig sterrenstelsel in het sterrenbeeld Lier. Het hemelobject werd op 3 augustus 1864 ontdekt door de Duitse astronoom Albert Marth.

## Synoniemen
- UGC 11364
- MCG 4-44-19
- ZWG 143.27
- PGC 62482